# Camino al éxito (película)
Camino al éxito es una película de drama carretero argentina de 2022 dirigida por Sebastián Rodríguez. Narra la historia de un hombre que tiene el deseo de abandonar su pueblo y aprovecha la oportunidad de su sobrino  para llevarlo a probarse a un club de fútbol. Está protagonizada por Sergio Prina, Benjamín Otero, Paula Carruega y Mariano Argento. La película se estrenó el 22 de septiembre de 2022 en las salas de cines de Argentina.

## Sinopsis
Hugo es un mecánico de autos que convive con su hermana Marcela y su sobrino Enzo en una casa humilde en un pueblo pequeño. Un día, llega un cazatalentos que descubre a Enzo y le propone la familia la oportunidad de que el niño desarrolle una carrera futbolística. A partir de esto, Hugo y Enzo emprenden un viaje en una camioneta viaje a Buenos Aires para cumplir con el sueño y donde se encontrarán con varios desafíos.

## Reparto
- Sergio Prina como Hugo
- Benjamín Otero como Enzo
- Paula Carruega como Lucía
- Mariano Argento como Guillermo
- Eugenia Guerty como Marcela
- Germán de Silva como Eduardo
- Erika de Sautu Riestra como Silvia
- Antonella Saldicco como Paula
- Mario Moscoso como Doctor

## Recepción

### Comentarios de la crítica
En el sitio web Todas las críticas, la película posee una aprobación del 61% basado en 9 reseñas. Emiliano Basile de Escribiendo cine calificó al filme con un 6 diciendo que está «bien filmada y mejor actuada, la película de Rodríguez tiene su punto flojo en el guion, no por ser convencional y hasta previsible sino por llevar algunas situaciones hasta lo imposible». Martín Goniondzki de Cinéfilo serial comentó que la cinta «se beneficia de la mirada fresca de un director [...] con una puesta de cámara austera pero funcional y eficaz», mientras que «Prina y Otero logran establecer una correcta dinámica como tío y sobrino, y van creciendo en la misma a medida que se desarrolla el relato». Ricardo De Luca de Cine argentino hoy resaltó que «Camino al éxito es una película con un gran trabajo narrativo, donde se consigue representar de la mejor manera, mediante una virtuosa labor actoral y por razón de una esencia auténtica y optimista».
En una reseña para Leer cine, Santiago García escribió que resulta difícil conectar con el protagonista y que es «una película algo limitada en la narración, pero con bastantes ideas y un elenco que cumple». Bruno Calabrese de Sólo fui al cine manifestó que «Sebastián Rodríguez sorprende con una ópera prima donde los sueños frustrados del personaje principal principal son protagonistas principales [...] convirtiendo a Camino al éxito un drama costumbrista simple y emotivo».

### Premios y nominaciones
| Lista de premios y nominaciones | Lista de premios y nominaciones                   | Lista de premios y nominaciones | Lista de premios y nominaciones | Lista de premios y nominaciones | Lista de premios y nominaciones |
| Año                             | Organización                                      | Categoría                       | Nominado/a(s)                   | Resultado                       | Ref(s)                          |
| ------------------------------- | ------------------------------------------------- | ------------------------------- | ------------------------------- | ------------------------------- | ------------------------------- |
| 2022                            | Festival Internacional de Cine de Fort Lauderdale | Premio espíritu independiente   | Camino al éxito                 | Ganador                         | [ 11 ]                          |
| 2022                            | Festival Internacional de Cine Latino de Uruguay  | Mejor actor                     | Sergio Prina                    | Ganador                         | [ 12 ]                          |